# Imadeddine Bakri
Pour les articles homonymes, voir Bakri.
Imadeddine Bakri (né le 5 novembre 1999) est un archer algérien.

## Biographie
Imadeddine Bakri est médaillé de bronze en arc classique par équipes aux Jeux africains de 2019 à Rabat.
Il est médaillé d'or en arc classique par équipe mixte avec Yasmine Bellal et médaillé de bronze en arc classique par équipe hommes aux Championnats d'Afrique de tir à l'arc 2022 à Pretoria.

## Palmarès
- Championnats d'Afrique
  -  Médaille d'or à l'épreuve par équipe mixte aux Championnats d'Afrique de tir à l'arc 2022 à Pretoria.
  -  Médaille d'argent à l'épreuve par équipe hommes aux Championnats d'Afrique de tir à l'arc 2023 à Nabeul.
  -  Médaille de bronze à l'épreuve par équipe hommes aux Championnats d'Afrique de tir à l'arc 2022 à Pretoria.
- Jeux africains
  -  Médaille de bronze à l'épreuve par équipe hommes aux Jeux africains de 2019 à Rabat.